# Parti travailliste (Afrique du Sud)
Pour les articles homonymes, voir Parti travailliste.
Le Parti travailliste sud-africain (en anglais : South African Labour Party) est un parti politique de l'Union d'Afrique du Sud fondé en mars 1910 par les syndicats et le parti travailliste indépendant de la colonie du Transvaal. Favorable aux idées démocrates socialistes, le parti était essentiellement représentatif de la classe ouvrière blanche d'Afrique du Sud
Le parti travailliste, longtemps marqué par le charisme de son chef, le colonel Frederic Creswell (1910-1929), fut représenté à la chambre de l'assemblée du Parlement d'Afrique du Sud de 1910 à 1958. Il fut notamment représenté au gouvernement sud-africain dans le cadre d'alliances électorales en tant que parti minoritaire, de 1924 à 1934 au sein du gouvernement Hertzog et de nouveau durant la Seconde Guerre mondiale.

## Historique
En mars 1910, le Parti travailliste sud-africain est créé afin de solliciter les suffrages de la classe ouvrière blanche lors des premières élections générales de la toute jeune Union d'Afrique du Sud.  
Le 5 septembre 1910, le parti remporte 3 sièges dont celui de Frederick Creswell. 

### Le parti de la classe ouvrière blanche (1910-1946)
La révolte du Rand en 1922 permet le rapprochement du Parti travailliste avec le Parti national qui aboutit à un accord électoral pour les élections générales de 1924, soldées par une victoire et la mise en place d'un gouvernement de coalition mené par James B. Hertzog. Ce gouvernement comprenait pour la première fois dans l'histoire du pays deux membres du Parti travailliste, à savoir Frederik Creswell au poste sensible de ministre de la Défense et de ministre du travail ainsi que Thomas Boydell, ministre des postes.
Au pouvoir, le Parti travailliste initie une importante législation économique et industrielle améliorant essentiellement les conditions de travail des travailleurs blancs. Dans ses fonctions, Boydell modernise le service public postal et téléphonique d'Afrique du Sud, inaugurant notamment les premiers envois postaux par avion. En sa qualité de ministre des Travaux publics, il fait également procéder à l'achat par le gouvernement de la maison de Paul Kruger, sauve de la démolition l'édifice de l'ancienne Cour suprême du Cap et lance la construction de la South African National Gallery au Cap.

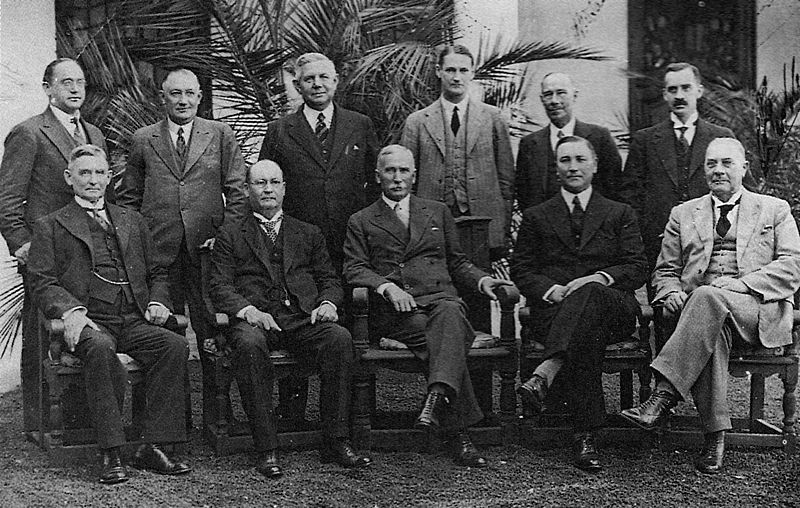
Le cabinet Hertzog en 1929:
Au premier rang (assis):
Frederic Creswell, Daniel François Malan, James B. Hertzog, Nicolaas Havenga et P.G.W. Grobler
Au second rand (debout)
Oswald Pirow, Jan Kemp, A. Fourie, E.G. Jansen, H.W. Sampson et C.W. Malan

En 1928, le Parti travailliste se divise en deux factions. Une faction plus à gauche, qui l'emporte au sein du conseil national du parti, soutient Walter Madeley, le ministre travailliste des postes, des télégraphes et des travaux publics, qui est entré en négociation avec l'Industrial and Commercial Worker's Union, un syndicat mixte racialement dirigé par Clements Kadalie. Ce rapprochement mène à la démission générale du gouvernement et à la formation d'un nouveau gouvernement ne comprenant pas Madeley. L'autre faction est celle de Creswell qui continue à participer au gouvernement aux côtés du parti national et ne reconnait plus l'autorité du conseil national de son propre parti. L'Afrique du Sud se retrouve alors de fait avec deux partis travaillistes. 
En 1929, le Parti national obtient la majorité absolue au parlement mais Creswell et son collègue travailliste Henry William Sampson sont appelés au gouvernement en dépit des attaques de l'aile droite du Parti national, qui leur demande d'abjurer le socialisme et le communisme. Cette alliance prend fin en 1933 à la suite de l'établissement d'une nouvelle coalition formée par le Parti national et le parti sud-africain de Jan Smuts. À cette occasion, l'essentiel de la faction du groupe de Creswell rallie d'ailleurs le parti sud-africain de Smuts, permettant à la faction de Madeley de devenir de facto l'unique représentante nationale du Parti travailliste. Pour sa part, Cresswell reste fidèle au parti travailliste, refuse de rejoindre le parti uni et reconnait l'autorité du conseil national du Parti travailliste dirigé par Madeley. 
En 1939, le Parti travailliste apporte son soutien à Smuts pour enter en guerre contre l'Allemagne nazie et entre dans le gouvernement d'union nationale dirigé par le parti uni. 

### L'inflexion multiraciale (1946-1958)
De retour dans l'opposition en 1945, le Parti travailliste connaît une nouvelle profonde scission interne marquée par une opposition sans cesse croissante entre les conservateurs et les modernes sur les questions raciales. En avril 1946, Walter Madeley démissionne de la direction du parti et rejoint les indépendants au parlement. En juillet, sa démission est officialisée. 
Il est suivi par trois autres députés partisans d'une ligne conservatrice et opposés aux nouveaux principes proposés le 10 novembre 1946 par le parti lors de sa conférence de Malvern Hall à Johannesbourg. Lors de cette conférence, le parti adopte une résolution générale, touchant tous les domaines – politique, économique et social – et en faveur de la mise en place d'une « politique non-raciale » pour l'Afrique du Sud, ce qui constitue alors une conception innovante dans le contexte de l'époque. Dans leur nouveau programme, les dirigeants travaillistes réclament ainsi la « reconnaissance de certains droits humains fondamentaux, le droit au travail, à la libre éducation, à la sécurité sociale, à un logement convenable, et l’abolition du travail sous contrat individuel », en préconisant l’octroi de « plus de terres aux indigènes, l’amélioration de leurs procédés de culture, une aide de l’État égale à celle accordée aux Blancs », et ils proposent le remplacement des quartiers réservés aux indigènes par « des cités bien ordonnées et administrées démocratiquement par ses habitants ». Le parti travailliste prend pour la première fois position contre la loi ségrégationniste sur les mines et les chantiers et en appelle à la « reconnaissance des syndicats africains, le salaire égal pour un travail égal, la possibilité d’une formation professionnelle ». Enfin, le parti adopte un projet institutionnel en se prononçant pour un État fédéral, octroyant l’exercice de tous les droits de citoyen à tous les individus résidant sur leur territoire. 
En dépit ou à cause de ce programme novateur, le Parti travailliste allait connaître un inexorable déclin. Quand Madeley meurt en 1947, sa circonscription de Benoni fait l'objet d'une élection partielle où s'opposent deux candidats du Parti travailliste. Si l'élection est cependant remportée par le candidat officiel, elle ne masque pas l'hémorragie électorale qu'allait connaître le Parti travailliste durant la décennie suivante. L'un de ses derniers chefs, le député Alexander Hepple (1904-1983), est devenu le porte-voix des populations noires au sein du parlement et le relais du Congrès national africain qui lui demande de présider le fonds chargé de financer la défense des accusés au procès de la trahison. 
Aux élections générales de 1958, la défaite d'Hepple et de tous les candidats travaillistes précèdent de peu la dissolution du parti. 

## Les autres partis travaillistes d'Afrique du Sud
Deux autres mouvements reprendront dans les années 1970 puis dans les années 2000 le nom de parti travailliste sous la direction d'Allan Hendrickse puis de Peter Marais. 

## Leaders
- 1910-1933 : Colonel F.H.P. Creswell (leadership contesté de 1928 à 1933)
- 1928-1946 : Walter Madeley (leadership contesté de 1928-1933)
- 1946-1953 : John Christie
- 1953-1958 : Alex Hepple

## Résultats électoraux
| Élection | Élus | Voix   |
| -------- | ---- | ------ |
| 1910     | 4    | N/A    |
| 1915     | 4    | 24 795 |
| 1920     | 21   | 40 639 |
| 1921     | 9    | 39 406 |
| 1924     | 18   | 45 380 |
| 1929     | 8    | 33 919 |
| 1933     | 2    | 20 276 |
| 1938     | 3    | 48 641 |
| 1943     | 9    | 38 206 |
| 1948     | 6    | 27 360 |
| 1953     | 5    | 34 730 |
| 1958     | 0    | 2 670  |
| 1961     | 0    | 2 461  |

## Sources
- Keesing's Contemporary Archives
- Smuts: A Reappraisal, par Bernard Friedman (George, Allen & Unwin 1975)
- South Africa 1982 Official Yearbook of the Republic of South Africa, Chris van Rensburg Publications